# Чемпионат Украины по мини-футболу 2015/2016
Чемпионат Украины по мини-футболу 2015—2016 годов стартовал 4 сентября 2015 года.
Формат чемпионата обсуждался в июне 2015 года с представителями команд на собрании, посвящённом закрытию предыдущего сезона. Основных вариантов проведения было два: оставить существующую схему с групповым турниром в два круга и плей-офф, или проводить чемпионат по зональному принципу. За основу был принят проект единого чемпионата с десятью командами, девять из которых принимали участие в предыдущем розыгрыше (кроме прекратившего существование ФК «Лукас»), и ещё одной должен был стать херсонский «Продэксим». За неделю до старта регулярного чемпионата от участия в Экстра-лиге отказался клуб ФК «СумДУ».
В итоге, в чемпионате стартовало девять команд. По сравнению с прошлым сезоном, Экстра-лигу покинули «Лукас» (Кременчуг) и «СумДУ» (Сумы), а единственным полноценным дебютантом стал «Продэксим» (Херсон). Помимо этого, выступавший в прошлом сезоне луганский «ЛТК», не имеющий возможности играть в родном городе, объединился с житомирским «ИнБев» и киевским «Киев-НПУ», получив право участие в Экстра-лиге под названием «ЛТК-ИнБев-НПУ».

## Участники
- Кардинал (Ровно)
- Локомотив (Харьков)
- ЛТК-ИнБев-НПУ (Луганск, Житомир, Киев)
- Приват (Кривой Рог)
- Продэксим (Херсон)
- Спортлидер (Хмельницкий)
- Титан-Заря (Покровское)
- Ураган (Ивано-Франковск)
- Энергия (Львов)

## Итоговая таблица регулярного чемпионата
| М | Команда        | И  | В  | Н | П  | Мячи    | ±   | О  |
| - | -------------- | -- | -- | - | -- | ------- | --- | -- |
| 1 | Локомотив      | 16 | 15 | 0 | 1  | 82 − 20 | +62 | 45 |
| 2 | Энергия        | 16 | 12 | 1 | 3  | 66 − 42 | +24 | 37 |
| 3 | Продэксим      | 16 | 10 | 1 | 5  | 46 − 35 | +11 | 31 |
| 4 | Спортлидер+    | 16 | 7  | 3 | 6  | 55 − 53 | +2  | 24 |
| 5 | Титан-Заря     | 16 | 6  | 2 | 8  | 43 − 54 | −11 | 20 |
| 6 | ЛТК-ИнБев-НПУ  | 16 | 6  | 1 | 9  | 38 − 52 | −14 | 19 |
| 7 | Ураган         | 16 | 4  | 5 | 7  | 40 − 47 | −7  | 17 |
| 8 | Приват         | 16 | 2  | 2 | 12 | 36 − 74 | −38 | 8  |
| 9 | Кардинал-Ровно | 16 | 2  | 1 | 13 | 39 − 68 | −29 | 7  |

И — игры, В — выигрыши, Н — ничьи, П — проигрыши, Мячи — забитые и пропущенные голы, ± — разница голов, О — очки

## Плей-офф

### Результаты игр плей-офф
Четвертьфиналы
5-6, 12, 13 марта 2016 года
- «Приват» — «Локомотив»  0:2, 1:7
- «Ураган» — «Энергия»  2:2 (1:2 пен.), 1:1 (2:3 пен.)
- ЛТК-ИнБев-НПУ — «Продэксим»  1:6, 3:2, 3:5
- «Титан-Заря» — «Спортлидер+»  4:4 (0:2 пен.), 1:1 (2:3 пен.)

Полуфиналы
2, 3, 23 апреля 2016 года
- «Локомотив» — «Спортлидер+»  4:2, 5:0, 5:1
- «Энергия» — «Продэксим»  6:1, 4:2, 2:2 (3:2 пен.)

Серия за 3-е место
7-8, 14 мая 2016 года
- «Продэксим» — «Спортлидер+»  3:2, 3:1, 5:2

Финал
7-8, 14-15, 21 мая 2016 года
- «Локомотив» — «Энергия»  3:2, 2:3, 6:0, 2:5, 3:5 ОТ